# Società Sportiva Lazio Women 2015 2023-2024
Questa voce raccoglie le informazioni riguardanti la squadra femminile della Società Sportiva Lazio Women 2015 nelle competizioni ufficiali della stagione 2023-2024.

## Divise e sponsor
La tenuta di gioco è la stessa utilizzata dalla squadra maschile della Lazio, con la combinazione di maglia azzurra, pantaloncini e calzettoni bianchi della classica veste grafica della società. Per il secondo anno consecutivo lo sponsor tecnico dei biancocelesti è la società giapponese Mizuno. Il 7 luglio 2023 vengono presentate a Roma, nello store ufficiale della società, e tramite canali social, i kit home e away per la stagione. La terza maglia è stata presentata il 24 luglio, durante il ritiro di Auronzo di Cadore. Tutte le divise di questa stagione hanno dei dettagli che ricordano ed omaggiano la Lazio del 1973-74 in occasione del 50º anniversario della vittoria del primo Scudetto maschile. Sulla manica delle divise compare il logo di Aeroitalia, compagnia aerea italiana, e nuovo Airline sponsor and Global Partner.
| Casa | Trasferta | Terza divisa |

## Organigramma societario
Come da sito ufficiale.
Area direttiva
Consiglio di gestione
- Presidente: Claudio Lotito
- Consigliere: Marco Moschini

Consiglio di sorveglianza
- Presidente: Alberto Incollingo
- Vicepresidente: Fabio Bassan
- Consiglieri: Vincenzo Sanguigni, Monica Squintu, Silvia Venturini

Area organizzativa
- Direttore Sportivo: Angelo Mariano Fabiani
- Segretario Generale: Armando Antonio Calveri
- Direzione Amm.va e Controllo di Gestione / Investor Relator: Marco Cavaliere
- Direzione Legale e Contenziosi: Francesca Miele
- Direzione Organizzativa Centro Sportivo di Formello, Uffici, Country Club, Stadio: Giovanni Russo
- S.L.O. / Supporter Liaison Officer: Giampiero Angelici
- D.A.O. / Disability Access Officer: Giampiero Angelici
- Delegato Sicurezza Stadio: Alessandro Bracci
- R.S.P.P.: Sergio Pinata
- Responsabile Biglietteria: Angelo Cragnotti
- Direttore Generale Settore Giovanile: Enrico Lotito
- Direzione Settore Giovanile: Fabrizio Fratini
- Segretario Settore Giovanile: Giuseppe Lupo
- Dirigente Accompagnatore: Alberto Bianchi

Area marketing
- Coordinatore Marketing, Sponsorizzazioni ed Eventi: Marco Canigiani
- Area Marketing: Massimiliano Burali d'Arezzo, Laura Silvia Zaccheo
- Area Licensing e Retail: Valerio D'Attilia

Area tecnica
- Allenatore: Gianluca Grassadonia
- Allenatore in seconda: Giammarco Fedeli
- Collaboratore Tecnico: Walter Ciccillo
- Preparatore dei portieri: Vincenzo Saccoccio
- Preparatore atletico: Lorenzo Marcelli
- Match Analyst: Gianluca Mazziotti
- Team Manager/Direttore Sportivo: Monica Caprini
- Dirigente Accompagnatore: Raffaele Bosco
- Dirigente Accompagnatore: Daniele Morganti
- Dirigente Accompagnatore: Andrea Pulcini
- Magazziniere: Stefano Vinci

Area sanitaria
- Medico: Michele Pirelli
- Fisioterapisti: Matteo Ambrosini, Luigi Iachetti

## Rosa
Rosa, ruoli e numeri di maglia come da sito ufficiale, aggiornata a fine stagione.
| N. |                        | Ruolo | Calciatrice                 |
| -- | ---------------------- | ----- | --------------------------- |
| 1  | Italia (bandiera)      | P     | Fabiana Fierro              |
| 2  | Stati Uniti (bandiera) | D     | Carina Alicia Baltrip Reyes |
| 3  | Italia (bandiera)      | C     | Arianna Pezzotti            |
| 4  | Italia (bandiera)      | D     | Giulia Mancuso              |
| 5  | Italia (bandiera)      | C     | Greta Adami                 |
| 6  | Danimarca (bandiera)   | C     | Louise Eriksen              |
| 7  | Portogallo (bandiera)  | A     | Adriana Gomes Faria         |
| 8  | Italia (bandiera)      | C     | Giulia Ferrandi             |
| 9  | Danimarca (bandiera)   | A     | Maria Hovmark               |
| 10 | Italia (bandiera)      | A     | Claudia Palombi             |
| 11 | Italia (bandiera)      | A     | Giuseppina Moraca           |
| 12 | Italia (bandiera)      | C     | Greta Adami                 |
| 15 | Svezia (bandiera)      | D     | Maja Göthberg               |
| 16 | Italia (bandiera)      | C     | Antonietta Castiello        |

| N. |                     | Ruolo | Calciatrice            |
| -- | ------------------- | ----- | ---------------------- |
| 17 | Italia (bandiera)   | C     | Maria Letizia Musolino |
| 17 | Bulgaria (bandiera) | A     | Evdokija Popadinova    |
| 18 | Italia (bandiera)   | C     | Melanie Kuenrath       |
| 19 | Italia (bandiera)   | D     | Ludovica Falloni       |
| 21 | Italia (bandiera)   | C     | Sofia Colombo          |
| 22 | Italia (bandiera)   | P     | Emma Guidi             |
| 24 | Italia (bandiera)   | D     | Francesca Pittaccio    |
| 25 | Italia (bandiera)   | C     | Eleonora Goldoni       |
| 26 | Italia (bandiera)   | D     | Marta Varriale         |
| 39 | Italia (bandiera)   | P     | Serena Natalucci       |
| 71 | Italia (bandiera)   | D     | Raffaella Giuliano     |
| 91 | Italia (bandiera)   | A     | Elena Proietti         |
| 99 | Italia (bandiera)   | A     | Noemi Visentin         |

## Calciomercato

### Sessione estiva
| Acquisti         | Acquisti             | Acquisti   | Acquisti   |
| R.               | Nome                 | da         | Modalità   |
| ---------------- | -------------------- | ---------- | ---------- |
| P                | Fabiana Fierro       | Pomigliano | definitivo |
| D                | Maja Göthberg        | KuPS       | svincolata |
| D                | Giulia Mancuso       | Cesena     | svincolata |
| C                | Giulia Ferrandi      | Napoli     | svincolata |
| A                | Eleonora Goldoni     | Sassuolo   | definitivo |
| A                | Adriana Gomes Faria  | Napoli     | svincolata |
| A                | Giuseppina Moraca    | Sassuolo   | definitivo |
| A                | Evdokija Popadinova  | Sassuolo   | definitivo |
| Altre operazioni |                      |            |            |
| R.               | Nome                 | da         | Modalità   |
| D                | Carina Baltrip-Reyes | Marítimo   | definitivo |

| Cessioni         | Cessioni          | Cessioni        | Cessioni      |
| R.               | Nome              | a               | Modalità      |
| ---------------- | ----------------- | --------------- | ------------- |
| P                | Elettra Martinoli | Ravenna         | definitivo    |
| D                | Chiara Groff      | Cesena          | svincolata    |
| C                | Laura Condon      | ChievoVerona FM | definitivo    |
| A                | Sofieke Jansen    | Cesena          | svincolata    |
| A                | Sille Fuhlendorff | Kolding IF      | definitivo    |
| A                | Julia Glaser      | Friburgo II     | svincolata    |
| A                | Giuseppina Moraca | Sassuolo        | fine prestito |
| Altre operazioni |                   |                 |               |
| R.               | Nome              | da              | Modalità      |
| D                | Martina Toniolo   | Juventus        | fine prestito |

### Sessione invernale
| Acquisti | Acquisti      | Acquisti  | Acquisti   |
| R.       | Nome          | da        | Modalità   |
| -------- | ------------- | --------- | ---------- |
| C        | Greta Adami   | Milan     | prestito   |
| A        | Maria Hovmark | Avaldsnes | definitivo |

| Cessioni | Cessioni               | Cessioni | Cessioni   |
| R.       | Nome                   | a        | Modalità   |
| -------- | ---------------------- | -------- | ---------- |
| C        | Maria Letizia Musolino |          | svincolata |

## Risultati

### Serie B

#### Girone di andata
| Arbitro: | Garbo (Monza) |

|  |           |                |
|  | Marcatori | 73’ Popadinova |

| Arbitro: | Leorsini (Terni) |

|                                  |           |  |
| Goldoni 10’ Moraca 57’ Gomes 61’ | Marcatori |  |

| Arbitro: | Antonini (Rimini) |

|                          |           |                                       |
| Razzolini 17’ Ploner 22’ | Marcatori | 35’ Visentin 65’ Moraca 68’ Pittaccio |

| Arbitro: | Cipolloni (Foligno) |

|                        |           |  |
| Moraca 25’ (rig.), 27’ | Marcatori |  |

| Arbitro: | Liotta (Castellammare di Stabia) |

|              |           |                                                          |
| Boldrini 18’ | Marcatori | 47’, 57’ Palombi 66’ Pittaccio 75’ Moraca 90+4’ Göthberg |

| Arbitro: | Mascolo (Castellammare di Stabia) |

|                                      |           |  |
| Gomes 17’ Popadinova 63’ Goldoni 88’ | Marcatori |  |

| Arbitro: | Dasso (Genova) |

|  |           |                  |
|  | Marcatori | 45’, 60’ Goldoni |

| Arbitro: | Balducci (Empoli) |

|  |           |                       |
|  | Marcatori | 32’ Jansen 88’ Lonati |

| Arbitro: | Galiffi (Alghero) |

|                                                |           |  |
| Castiello 6’ Gomes 37’ Mancuso 44’ Palombi 88’ | Marcatori |  |

| Arbitro: | Mazzer (Conegliano) |

|  |           |                                        |
|  | Marcatori | 2’ Popadinova 20’ Goldoni 78’ Ferrandi |

| Arbitro: | Amadei (Terni) |

|                   |           |  |
| Ferrandi 71’, 78’ | Marcatori |  |

| Arbitro: | Coppola (Castellammare di Stabia) |

|              |           |                                 |
| Barbieri 15’ | Marcatori | 45+3’ Eriksen 59’ Baltrip-Reyes |

| Arbitro: | Striamo (Salerno) |

|            |           |                   |
| Pirone 11’ | Marcatori | 64’ (rig.) Moraca |

| Arbitro: | Comito (Messina) |

|                                                                        |           |  |
| Popadinova 20’ Moraca 22’ Gomes 49’ Visentin 71’, 80’, 89’ Palombi 82’ | Marcatori |  |

| Arbitro: | Picardi (Viareggio) |

|  |           |            |
|  | Marcatori | 35’ Moraca |

#### Girone di ritorno
| Arbitro: | Molinaro (Lamezia Terme) |

|                             |           |                 |
| Visentin 41’ S. Colombo 48’ | Marcatori | 38’ Søndergaard |

| Arbitro: | Pasculli (Como) |

|                |           |                               |
| Bargi 43’, 77’ | Marcatori | 16’ S. Colombo 90+3’ Göthberg |

| Arbitro: | Gallo (Castellamare di Stabia) |

|                                                   |           |  |
| Moraca 7’ S. Colombo 34’ Eriksen 54’ Ferrandi 80’ | Marcatori |  |

| Arbitro: | Pizzi (Bergamo) |

|              |           |                             |
| Gelmetti 76’ | Marcatori | 58’ Adami 68’ (rig.) Moraca |

| Arbitro: | Caggiari (Cagliari) |

|                                                   |           |               |
| Moraca 24’ (rig.) Visentin 28’ Eriksen 47’ (rig.) | Marcatori | 90+4’ Verrino |

| Arbitro: | Migliorini (Verona) |

|  |           |            |
|  | Marcatori | 3’ Hovmark |

| Arbitro: | Aldi (Lanciano) |

|                                                  |           |  |
| Moraca 8’ (rig.) Visentin 30’, 54’ Hovmark 90+3’ | Marcatori |  |

| Arbitro: | Eremitaggio (Ancona) |

|                          |           |                                     |
| Jansen 10’ Tamborini 30’ | Marcatori | 19’ Eriksen 44’ Moraca 71’ Göthberg |

| Arbitro: | Vailati (Crema) |

|  |           |                                         |
|  | Marcatori | 17’ Visentin 62’ Eriksen 70’ Popadinova |

| Arbitro: | Dorillo (Torino) |

|                                                                                      |           |                |
| Visentin 5’ Popadinova 18’ Eriksen 33’ (rig.) Goldoni 42’ (rig.), 90+3’ Kuenrath 75’ | Marcatori | 15’ Cacciamali |

| Arbitro: | Bianchi (Prato) |

|           |           |                                                                |
| Codecà 4’ | Marcatori | 11’ (rig.), 40’, 48’ Moraca 81’ Gomes 88’ Palombi 89’ Ferrandi |

| Arbitro: | Palma (Napoli) |

|                                                      |           |  |
| Popadinova 2’ Visentin 7’ Gomes 53’ (71) Palombi 74’ | Marcatori |  |

| Arbitro: | Esposito (Napoli) |

|                |           |              |
| Göthberg 45+2’ | Marcatori | 90+3’ Pirone |

| Arbitro: | Sassano (Padova) |

|  |           |                   |
|  | Marcatori | 82’, 89’ Visentin |

| Arbitro: | Radovanovic (Maniago) |

|              |           |               |
| Proietti 14’ | Marcatori | 85’ Distefano |

### Coppa Italia
| Arbitro: | Capoccia (Perugia) |

|          |           |                          |
| Zito 37’ | Marcatori | 9’ Moraca 28’ Popadinova |

| Arbitro: | Bianchi (Prato) |

|  |           |                          |
|  | Marcatori | 36’ Jelčić 78’ Cambiaghi |

## Statistiche

### Statistiche di squadra
| Competizione | Punti | In casa | In casa | In casa | In casa | In casa | In casa | In trasferta | In trasferta | In trasferta | In trasferta | In trasferta | In trasferta | Totale | Totale | Totale | Totale | Totale | Totale | DR  |
| Competizione | Punti | G       | V       | N       | P       | Gf      | Gs      | G            | V            | N            | P            | Gf           | Gs           | G      | V      | N      | P      | Gf     | Gs     | DR  |
| ------------ | ----- | ------- | ------- | ------- | ------- | ------- | ------- | ------------ | ------------ | ------------ | ------------ | ------------ | ------------ | ------ | ------ | ------ | ------ | ------ | ------ | --- |
| Serie B      | 79    | 15      | 12      | 2       | 1       | 47      | 7       | 15           | 13           | 2            | 0            | 37           | 11           | 30     | 25     | 4      | 1      | 84     | 18     | +66 |
| Coppa Italia | -     | 1       | 0       | 0       | 1       | 0       | 2       | 1            | 1            | 0            | 0            | 2            | 1            | 2      | 1      | 0      | 1      | 2      | 3      | -1  |
| Totale       | -     | 16      | 12      | 2       | 2       | 47      | 9       | 16           | 14           | 2            | 0            | 39           | 12           | 32     | 26     | 4      | 2      | 86     | 21     | +65 |

### Andamento in campionato
| Giornata  | 1 | 2 | 3 | 4 | 5 | 6 | 7 | 8 | 9 | 10 | 11 | 12 | 13 | 14 | 15 | 16 | 17 | 18 | 19 | 20 | 21 | 22 | 23 | 24 | 25 | 26 | 27 | 28 | 29 | 30 |
| --------- | - | - | - | - | - | - | - | - | - | -- | -- | -- | -- | -- | -- | -- | -- | -- | -- | -- | -- | -- | -- | -- | -- | -- | -- | -- | -- | -- |
| Luogo     | T | C | T | C | T | C | T | C | C | T  | C  | T  | T  | C  | T  | C  | T  | C  | T  | C  | T  | C  | T  | T  | C  | T  | C  | C  | T  | C  |
| Risultato | V | V | V | V | V | V | V | P | V | V  | V  | V  | N  | V  | V  | V  | N  | V  | V  | V  | V  | V  | V  | V  | V  | V  | V  | N  | V  | N  |
| Posizione | 1 | 1 | 1 | 1 | 1 | 1 | 1 | 1 | 1 | 1  | 1  | 1  | 1  | 1  | 1  | 1  | 1  | 1  | 1  | 1  | 1  | 1  | 1  | 1  | 1  | 1  | 1  | 1  | 1  | 1  |

Legenda:

Luogo: C = Casa; T = Trasferta. Risultato: V = Vittoria; N = Pareggio; P = Sconfitta.

### Statistiche delle giocatrici
| Giocatore        | Serie B  | Serie B | Serie B     | Serie B    | Coppa Italia | Coppa Italia | Coppa Italia | Coppa Italia | Totale   | Totale | Totale      | Totale     |
| Giocatore        | Presenze | Reti    | Ammonizioni | Espulsioni | Presenze     | Reti         | Ammonizioni  | Espulsioni   | Presenze | Reti   | Ammonizioni | Espulsioni |
| ---------------- | -------- | ------- | ----------- | ---------- | ------------ | ------------ | ------------ | ------------ | -------- | ------ | ----------- | ---------- |
| G. Adami         | 15       | 1       | 0           | 0          | -            | -            | -            | -            | 15       | 1      | 0           | 0          |
| C. Baltrip-Reyes | 22       | 1       | 3           | 0          | -            | -            | -            | -            | 22       | 1      | 3           | 0          |
| A. Castiello     | 25       | 1       | 7           | 0          | 2            | 0            | 1            | 0            | 27       | 1      | 8           | 0          |
| S. Colombo       | 24       | 3       | 1           | 0          | 1            | 0            | 0            | 0            | 25       | 3      | 1           | 0          |
| L. Eriksen       | 28       | 6       | 0           | 0          | 1            | 0            | 0            | 0            | 29       | 6      | 0           | 0          |
| L. Falloni       | 4        | 0       | 0           | 0          | 1            | 0            | 1            | 0            | 5        | 0      | 1           | 0          |
| G. Ferrandi      | 20       | 5       | 0           | 0          | 1            | 0            | 0            | 0            | 21       | 5      | 0           | 0          |
| F. Fierro        | 4        | -1      | 0           | 0          | 0            | 0            | 0            | 0            | 4        | -1     | 0           | 0          |
| R. Giuliano      | 2        | 0       | 0           | 0          | 0            | 0            | 0            | 0            | 2        | 0      | 0           | 0          |
| E. Goldoni       | 21       | 7       | 1           | 0          | 1            | 0            | 0            | 0            | 22       | 7      | 1           | 0          |
| A. Gomes Faria   | 27       | 7       | 2           | 0          | 1            | 0            | 0            | 0            | 28       | 7      | 2           | 0          |
| M. Göthberg      | 29       | 4       | 1           | 0          | 2            | 0            | 0            | 0            | 31       | 4      | 1           | 0          |
| E. Guidi         | 28       | -16     | 0           | 0          | 2            | -3           | 0            | 0            | 30       | -19    | 0           | 0          |
| M. Hovmark       | 6        | 2       | 0           | 0          | -            | -            | -            | -            | 6        | 2      | 0           | 0          |
| M. Kuenrath      | 11       | 1       | 0           | 0          | 1            | 0            | 0            | 0            | 12       | 1      | 0           | 0          |
| G. Mancuso       | 28       | 1       | 2           | 0          | 2            | 0            | 0            | 0            | 30       | 1      | 2           | 0          |
| G. Moraca        | 28       | 16      | 2           | 0          | 2            | 1            | 0            | 0            | 30       | 17     | 2           | 0          |
| M.L. Musolino    | 0        | 0       | 0           | 0          | 0            | 0            | 0            | 0            | 0        | 0      | 0           | 0          |
| S. Natalucci     | 1        | -1      | 0           | 0          | 0            | 0            | 0            | 0            | 1        | -1     | 0           | 0          |
| C. Palombi       | 27       | 6       | 0           | 0          | 2            | 0            | 0            | 0            | 29       | 6      | 0           | 0          |
| A. Pezzotti      | 8        | 0       | 0           | 0          | 1            | 0            | 0            | 0            | 9        | 0      | 0           | 0          |
| F. Pittaccio     | 30       | 2       | 3           | 0          | 2            | 0            | 0            | 0            | 32       | 2      | 3           | 0          |
| E. Popadinova    | 23       | 7       | 1           | 0          | 1            | 1            | 0            | 0            | 24       | 8      | 1           | 0          |
| E. Proietti      | 11       | 1       | 0           | 0          | 1            | 0            | 0            | 0            | 12       | 1      | 0           | 0          |
| M. Varriale      | 13       | 0       | 1           | 0          | 2            | 0            | 0            | 0            | 15       | 0      | 1           | 0          |
| N. Visentin      | 28       | 12      | 1           | 0          | 1            | 0            | 0            | 0            | 29       | 12     | 1           | 0          |